# Dienes János
Dienes János (Abaújbakta, 1884. július 22. – Debrecen, 1962. október 3.) Munkácsy-díjas festőművész. Akadémikus stílusban festett arcképeket, tájképeket, csendéleteket, realista figurális kompozíciók jellemezték alkotásait.

## Életrajz
A budapesti Képzőművészeti Főiskolán Zemplényi Tivadar és Olgyay László tanítványa volt. 1903-09 között főiskolás korában készített litográfiáit Lyka Károly közölte a Művészetben. 1909-ben Debrecenbe költözött és a Dóczi leányiskola rajztanára lett.
Később visszavonult Bocskai-kerti gyümölcsösébe, gazdálkodott. A debreceni Műpártoló Egyesület, a Művészek Szabadszervezete debreceni csoportjának tagja volt.

### Egyéni kiállítások
- 1911, 1920 • Városháza, Debrecen
- 1924, 1926 • Művészház, Debrecen
- 1932, 1934, 1937 • Déri Múzeum, Debrecen
- 1960 • Medgyessy Terem, Debrecen
- 1980 • Emlékkiállítás, Déri Múzeum, Debrecen (kat.).

### Válogatott csoportos kiállítások
- 1945-től debreceni csoporttárlatok, Déri Múzeum
- 1947-59 között Országos tárlatok • Művészek Szabadszervezete kiállításai
- 1951, 1952, 1953 • 2., 3., 4. Magyar Képzőművészeti kiállítás, Műcsarnok, Budapest
- 1959 • Mezőgazdaság a képzőművészetben, Mezőgazdasági Múzeum, Budapest

## Díjak
- 1953 Munkácsy-díj II. fokozat